# Felix Anaut
Felix Anaut (Zaragoza, 1944) es un artista pintor, ceramista y escultor español.
Incansable viajero ha residido en Madrid, Tánger e Ibiza. Tras estudiar cerámica en Christies se trasladó a Londres y más tarde a Belfast durante siete años donde cofundó la Galería de Arte Contemporáneo. En 1989 regresó a Aragón, instalándose en Villanueva de Jiloca. Finalmente, se instaló en el suroeste de Francia en 2001, y después de 20 años se traslada el estudio a Valencia, 2021
Su pintura está en la línea de la abstracción expresionista. También ha realizado grandes fotomontajes figurativos, y una línea de trabajos que el se llama "Monumental Figurativism"
Estudió bellas artes a "L'Ecole de Montparnasse d'art et dessin", París en 1978-79. Ha expuesto internacionalmente en instituciones y galerías de arte, notablemente en Londres, Irlanda, Italia, Francia, Bélgica, Bulgaria, Sudáfrica, España.
En 2005 Anaut estaba en la lista anual del periódico El Mundo (España) de personajes más influyentes de 2005-2006, en la sección de arte.
Desde 2010 su obra se incluye en la colección del Museo Británico[cita requerida].
También en otras colecciones privadas y públicas por todo el mundo, incluidas: Casoria Contemporary Art Museum, Nápoles; Ulster Museum, Belfast; Instituto Cervantes, Dublín y Bordeaux; BBK Fundación, Bilbao; Caja Rural de Aragón, Zaragoza; Marzelles Musée, France; Simonow Collection, France.
En 2010 se publicá un libro "Félix Anaut, su vida y obra", con entrevista con el coleccionista Michael Simonow, y   más de 120 imágenes de obra de todo su carrera artística 
En 2009 empieza también a trabajar con cerámicas en colaboración con Abío Cerámicas en Huesca. Y en bronce, sus esculturas son figuras antropomorfas.
BIBLIOGRAFÍA
- "Felix Anaut, Visual Music & Poetry", Zimmer Stewart Gallery at The Menier, London, 2016
- "Félix Anaut dans la Collection Simonow", Abbaye Flaran, France 2014
- Félix Anaut, Baroque Blue", 99 Mount Gallery, London, 2013
- "Felix Anaut at The Factory", Brussels, 2013
- "Melodías Vascas", BBK y Ikeder, Bilbao, 2012
- "Felix Anaut", Barnard Gallery, Ciudad del Cabo, 2011
- "Félix Anaut, his life & work", by Michael Simonow, 2010
- "Zaragoza Symphony - Félix Anaut" Cajalón, Zaragoza, 2011
- "Genius Loci", Colegio de Arquitectos, Cajalón y Ayuntamiento de Zaragoza, 2009
- "No hay Camino, Se Hace Camino Al Andar - Félix Anaut", France 2006
- "100 Artists for a Museum", Casoria Contemporary Art Museum, Nápoles, 2005
- "Los Artistas, Picasso, Miró, Bacon, Anaut", ARTTANK, Belfast, 2000
- "Drawings, Paintings and Sculpture, the Catalogue", Ulster Museum, Belfast, 2000